# 11-я отдельная армия ПВО
11-я отдельная Краснознамённая армия ПВО (11 ОА ПВО) — оперативное объединение войск противовоздушной обороны СССР и войск ПВО Российской Федерации.

## История организационного строительства
- Дальневосточная зона ПВО
- Приамурская армия ПВО (с 01.04.1945);
- Дальневосточная армия ПВО (с 29.10.1945)[1];
- Амурская армия ПВО (с 01.06.1954);
- Отдельная Дальневосточная армия ПВО (с 01.12.1956);
- 11-я отдельная армия ПВО (с 24.03.1960)[2];
- 11-я отдельная Краснознамённая армия ПВО (с 30.04.1975)[3];
- войсковая часть 64603.

В составе ВС Российской Федерации:
- 11-я отдельная Краснознамённая армия ПВО;
- 11-я армия ВВС и ПВО (с 01.06.1998)[4];
- 3-е Краснознамённое командование ВВС и ПВО (с 01.03.2009)[4];
- 11-я Краснознамённая армия ВВС и ПВО (с 01.08.2015);
- войсковая часть 10253.

## Зона ответственности армии
Зона ответственности армии — объекты обороны в пределах Хабаровского, Приморского и Камчатского краёв, Амурской и Сахалинской областей, Чукотского Автономного округа.

## Боевой состав армии

### 1962 год
- управление, штаб, командный пункт (Хабаровск, Хабаровский край);
- 8-й корпус ПВО (Комсомольск-на-Амуре, Хабаровский край);
- 23-й корпус ПВО (Владивосток, Приморский край);
- 6-я дивизия ПВО (Петропавловск-Камчатский, Камчатская область);
- 24-я дивизия ПВО (Хомутово, Сахалинская область);
- 25-я дивизия ПВО (Угольные Копи, Чукотский Автономный округ);
- 29-я дивизия ПВО (Белогорск, Амурская область)

Без изменений до апреля 1980 года. C мая 1980 года истребительные авиационные полки 23-го корпуса ПВО:
- 22-й гвардейский истребительный авиационный полк ПВО (Центральная Угловая, Приморский край) МиГ-23М;
- 47-й истребительный авиационный полк ПВО (Золотая Долина, Унаши, Приморский край) Су-15ТМ;
- 530-й истребительный авиационный полк ПВО (Чугуевка, Приморский край), МиГ-25П;
- 821-й истребительный авиационный полк ПВО (Хвалынка, Спасск-Дальний, Приморский край) Як-28П

были объединены в созданную 20-ю истребительную авиационную дивизию и переданы в состав 1-й воздушной армии.
Истребительные авиационные полки 8-го корпуса ПВО:
- 41-й истребительный авиационный полк ПВО (бывш. 41-й истребительный авиационный полк ВВС Тихоокеанского флота, Постовая, Хабаровский край) МиГ-23М;
- 60-й истребительный авиационный полк ПВО (Дземги, Комсомольск-на-Амуре, Хабаровский край) Су-15ТМ;
- 301-й истребительный авиационный полк ПВО (10-й участок, Калинка, Хабаровский край) МиГ-23М;
- 302-й истребительный авиационный полк ПВО (Переясловка, Хабаровский край) Су-15ТМ

были объединены в созданную 28-ю истребительную авиационную дивизию и переданы в состав 1-й воздушной армии
В мае 1986 года 20-я истребительная авиационная дивизия была расформирована в составе 1-й воздушной армии, а истребительные авиационные полки переданы обратно в состав 23-го корпуса ПВО, а из 28-й истребительной авиационной дивизии в состав 8-го корпуса ПВО переданы обратно:
- 60-й истребительный авиационный полк ПВО (Дземги, Комсомольск-на-Амуре, Хабаровский край) Су-27;
- 301-й истребительный авиационный полк ПВО (10-й участок (Калинка), Хабаровский край) МиГ-23МЛД;
- 308-й истребительный авиационный полк ПВО (Постовая, Хабаровский край) МиГ-21БИС

### 1988 год
- управление, штаб, командный пункт (Хабаровск, Хабаровский край);
- 8-й корпус ПВО (Комсомольск-на-Амуре, Хабаровский край);
- 23-й корпус ПВО (Владивосток, Приморский край);
- 6-я дивизия ПВО (Петропавловск-Камчатский, Камчатская область);
- 24-я дивизия ПВО (Хомутово, Сахалинская область);
- 25-я дивизия ПВО (Угольные Копи, Чукотский Автономный округ);
- 29-я дивизия ПВО (Белогорск, Амурская область).

В 1990 году 6-я дивизия ПВО и 24-я дивизия ПВО были включены в состав 72-го корпуса ПВО.

### 1990 год
- управление, штаб, командный пункт (Хабаровск, Хабаровский край);
- 8-й корпус ПВО (Комсомольск-на-Амуре, Хабаровский край);
- 23-й корпус ПВО (Владивосток, Приморский край);
- 72-й корпус ПВО (Петропавловск-Камчатский, Камчатская область);
- 25-я дивизия ПВО (Угольные Копи, Чукотский Автономный округ);
- 29-я дивизия ПВО (Белогорск, Амурская область);

В 1994 году 29-я дивизия ПВО была расформирована, а 72-й корпус ПВО переформирован в 6-ю дивизию ПВО.

## Командующие армией
- генерал-лейтенант авиации Андрей Егорович Боровых (1964 — 07.1968);
- генерал-лейтенант авиации Александр Иванович Колдунов (07.1968 — 11.1970);
- генерал-лейтенант авиации Анатолий Устинович Константинов (12.1970 — 08.1973);
- генерал-лейтенант авиации Борис Дмитриевич Кабишев (08.1973 — 07.1976);
- генерал-лейтенант авиации Игорь Михайлович Мальцев (07.1976 — 1979);
- генерал-лейтенант Николай Иванович Чукарин (1979—1980);
- генерал-лейтенант авиации Анатолий Прохорович Морин (1986-1987);
- генерал-лейтенант авиации Геннадий Михайлович Решетников (1987—1990);
- генерал-лейтенант авиации Анатолий Михайлович Корнуков (1990 — 08.1991);
- генерал-лейтенант Смышников Альберт Павлович (08.1991 — 1994);
- генерал-лейтенант авиации Олег Владимирович Анисимов (1994 — 05.1998);
- генерал-лейтенант Урузмаг Созрыкоевич Огоев (07.1998 — 2000)

## Награды
За большой вклад в дело укрепления обороны страны и достигнутые успехи в боевой и политической подготовке Указом Президиума Верховного Совета СССР от 30 апреля 1975 года 11-я отдельная Краснознамённая армия ПВО награждена орденом Боевого Красного Знамени

## Дислокация штаба армии
- штаб армии — 680030, г. Хабаровск, ул. Ленина, д. 30[4]

## Инциденты
- 1 сентября 1983 года над Сахалином был сбит южнокорейский Боинг-747